# مایکل ویلر (ورزشکار)
مایکل ویلر (انگلیسی: Michael Wheeler; ۱۴ فوریهٔ ۱۹۳۵ – ۱۵ ژانویهٔ ۲۰۲۰) ورزشکار دو و میدانی اهل بریتانیا بود.